# Rolf Julin (schermidore)
Rolf Johan Julin (Stoccolma, 14 aprile 1918 – Helsingborg, 26 luglio 1997) è stato uno schermidore svedese, vincitore di una medaglia d'argento ed una di bronzo ai campionati mondiali di scherma.